# Mieczysław Woroniecki
Herceg Mieczysław Korybut Woroniecki (más írásmóddalː  Woronieczky Miciszláv, Skurowa, 1825. március 7. – Pest, 1849. október 20.) lengyel főnemes, katona, alezredesi rangban 1848–49-es forradalom és szabadságharc során a magyar honvédsereg alezredese. Ifjúkorában az osztrák hadsereg különböző ezredeinél szolgált, majd 1848 nyarán csatlakozott az akkor a lázadó szerbek ellen harcoló magyar hadsereghez. A nevéhez fűződik az első honvéd vadászalakulat felállítása.  Részt vett a perlaszi ütközetben, ahol oroszlánrésze volt a szabadságharc első jelentős magyar győzelmének kivívásában. Az ütközet után Erdélyben szolgált, majd 1849. augusztus 3-án az Újszegednél vívott összecsapást követően vitézségéért a katonai érdemjel III. osztályával tüntették ki. A szőregi csata idején egy magányos felderítőúton osztrák fogságba került. A szabadságharcot követő megtorlások során az osztrák hadbíróság halálra ítélte, és 1849. október 20-án Pesten kivégezték. Emlékére évtizedekkel később a volt Mezőgazdasági Minisztérium épületének falán emléktáblát avattak.

## Élete

### Származása, ifjúsága
Mieczysław Woroniecki 1825. március 7-én született Lengyelországban, egy elszegényedett ősi lengyel nemesi család gyermekeként. A Woroniecki vagy Korybut-Woroniecki család a legrégebbi lengyel nemesi famíliák közé tartozott, a család még II. Ulászló lengyel királytól kapott hercegi rangot. Woroniecki apja a család galíciai-ágának a tagja volt, az osztrák hadseregben szolgált tisztként, nevét azonban az interneten közzétett családfa nem jelzi. Woroniecki anyja egy lengyel nemesi család sarja, Romana Jordanowa volt. A család bár hercegi titulussal rendelkezett, de amikor a Habsburg Birodalom felülvizsgálta a galíciai nemesi családok címeit, akkor a Woroniecki családnak hivatalosan csak a lovagi titulusát ismerték el.
Az ifjú Woroniecki folytatta a családi hagyományokat, és a katonai pályát választotta. 1841-ben önként belépett a 3. tábori tüzérezredbe, ahol december közepétől már ezredkadét, s egy ideig Olmützben szolgált. 1843. július 1-jén átkerült a 44. Albrecht főherceg gyalogezredhez, majd 1845 januárjától az 57. István főherceg gyalogezred állományába került. Az ezredben született minősítése szerint többek közt kiváló egészségi állapotú, rendkívül kedves és népszerű volt. Jól beszélt németül, lengyelül, és jártas volt a francia nyelvben is, továbbá némi földrajzi és történelmi ismerettel is rendelkezett. Ezeken felül azonban megjegyzik, hogy nincs túl sok hadmérnöki ismerete és hajlamos adósságokba verni magát. 1847. január 25-én (január 31-i hatállyal) az ezredtulajdonos beleegyezésével leszerelt. Ezután két és fél hónapot szolgált a Haynau gyalogezredben, majd április 16-ától Péterváradon teljesít szolgálatot, mint a Dom Miguel gyalogezred ezredkadétja. Októberben áthelyezték az ugyanitt állomásozó János főherceg dragonyosezredbe, majd nem sokkal később előléptették hadnaggyá. Új hivatalos beosztása szerint az ezredtulajdonosnak, Johann Picard von Grünthals altábornagynak lett a parancsírója. Péterváradon értesült a forradalom kitöréséről és pesti tartózkodásai idején ismeretséget kötött többek közt Jókai Mórral és Petőfi Sándorral is.

### Szolgálata az 1848-49-es forradalom és szabadságharc magyar oldalán

#### Harc a Délvidéken és a perlaszi ütközet

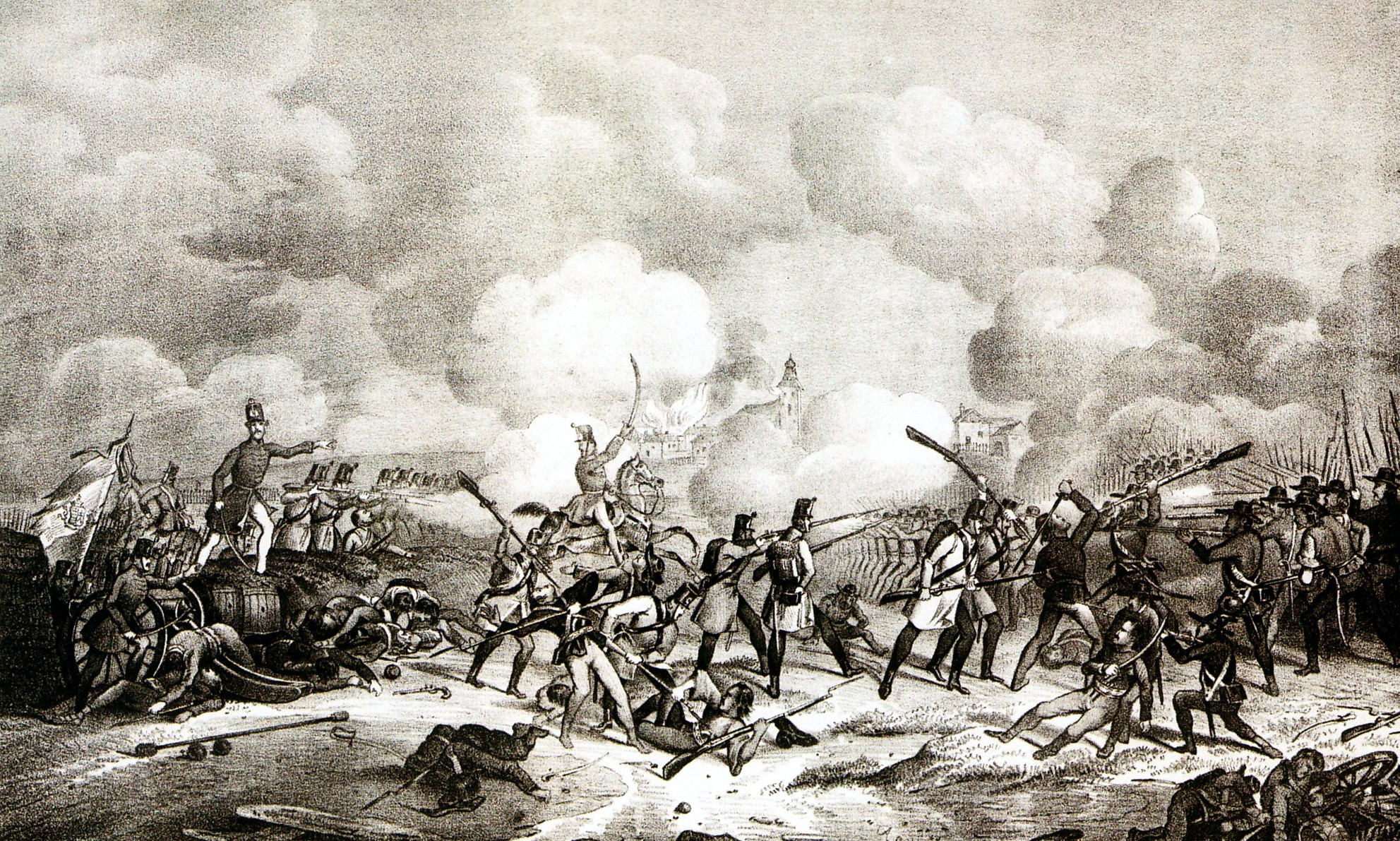
A perlaszi ütközet (A. Strohmayer litográfiája)

1848 júliusában elhagyta ezredét, és Pesten szabadcsapat szervezésébe fogott. Nem sokkal ezután a Futakot őrző szabadkai nemzetőrség parancsnokaként a Bácskában harcolt. Július 16-án Begecsnél átkelt a Dunán egy ötszáz fős szerb egység, és megtámadta az ott állomásozó magyarokat. A Futakot védő nemzetőröket először visszavetette a támadók ereje, azonban a hamarosan Újvidékről erősítésként érkező harminc huszár és százhúsz gyalogos segítségével két óra alatt sikerült megfutamítani a szerbeket. A támadó szerb csapat vesztesége 58 halottat és sebesültet számlált, emellett kénytelenek voltak visszavonulni a Duna másik oldalára. A győzelmet ismertető kormánylap, a Közlöny kiemeli az ütközettel kapcsolatban, hogy „Woroniecki herceg hősies bátorságot tanúsított…” A győzelem után Pestre rendelték, ahol az 1. honvédzászlóaljhoz akarták kinevezni őrnagynak, azonban Woroniecki a poszt elfoglalása előtt a hadügyminisztertől, Mészáros Lázártól más megbízást kapott. Fel kellett állítania egy körülbelül 200-250 fős alakulatot. A kormány anyagi támogatását felhasználva Woroniecki létrehozta az első, ekkor kétszáz katonát számláló honvéd vadászosztályt. Egységével augusztus 21-én hagyta el Pestet, s a hónap utolsó hetében már újra a szerbek ellen harcolt Becskereknél.
Részt vett szeptember 2-án a perlaszi sáncokért folytatott küzdelemben. A magyarok haditerve szerint a Kiss Pál vezette háromszáz fős jobbszárny előre kellett nyomulni a Béga jobb partján és magára vonnia az ellenség figyelmét, mialatt a magyarok középhada még a hajnali órákban szemből rajtaüt a táboron, és siker esetén az ellenséges sáncokat betemetnék, és felrobbantanák a Janćovac-dombot. Ha ez a rajtaütés sikertelen lenne, akkor tüzérségi előkészítést követően rohannák meg a magyar csapatok a szerb állásokat. A támadó oszlopok hajnali háromkor indultak meg, de a szerbek észrevették a csapatmozgásokat és így a meglepetés adta előny szertefoszlott. A magyar tüzérség ezt követően ágyútűzzel készítette elő a támadást. A szerb ágyúk eleinte válaszoltak a magyar ágyúk tüzére, de végül egy kivételével elhallgattak. Az eközben a Bégán átkelő Kiss Pál csapatát a szerbek pusztító puskatűzzel fogadták, s fennállt annak a veszélye, hogy a magyarokat a folyóba szorítják. A középhadat vezető Vetter Antal alezredes erre erősítést küldött a folyónál küzdő csapatoknak, de a magyarok így sem tudták leküzdeni a szívós szerb ellenállást. Vetter ekkor a Bégához vezényelte át Woroniecki vadászait, akik végül megtörték az ellenállást. Vetter ekkor úgy látta, hogy ideje a támadásnak és maga vezette a sáncok ellen a 10. honvédzászlóaljat, akik alig tíz perc alatt uralmukba vették a sáncokat, s a többi támadó katonával együtt kivívták a szabadságharc első magyar győzelmét. Szeptember 24-én Woroniecki Batthyány Lajos miniszterelnöktől megbízást kapott, hogy vadászcsapatát honvédzászlóaljjá bővítse. Októberben egymagában Temesvárra küldték, hogy az ott állomásozó lengyel dzsidásokat átállítsa a magyarok oldalára, azonban csak hidegvérének volt köszönhető, hogy a császárhű katonák helyben le nem tartóztatták.
…Meghűlt mindenkiben a vér, fejünk fölött lebegett rác alakban a sápadt halál gyilkoló kaszájával, de éppen e helyzet lelkesíté vitéz vadászainkat, s bár az ellenség bizton lőhetett árkaiból reánk, nyílt téren állókra, mégis vetélkedve rohant csapatunk a gazok sáncaiba. mindegyik első akarta megpillantani a híres sáncozatot, s kitűzni arra diadalmunk zászlóját., mindjárt első rohamra megfutamlott az egész csorda, melyet, ha a lovasság nem késik, egészen megsemmisíthettünk volna. Űztük, meddig lehetett, Perlasz helységét azonnal elfoglaltuk, hol azonban csak a német lakosság maradt, a rácok a becsei sáncokba hátráltak, két vezérök tömérdek szerb-s ráccal maradt a harctéren; résükről még nem tudatik a veszteség, a mennyei gondviselés tagadhatatlanul őrködött mindnyájunk, de különösen dicső csapatunk fölött, mert közülünk csak három elesettet s 7 tetemesen [súlyosan] sebesültet tudunk, csekélyebb sebzett kettő van.

#### Szolgálata Erdélyben
Woronieckit 1848. október 19-én hivatalosan is kinevezték őrnaggyá. November első felében Guyon Richárd honvédtábornok táborában szolgált, azonban különböző elszámolási hiányosságok miatt az Országos Nemzetőrségi Tanács vizsgálatot indított ellene. A tanács november 28-i döntése értelmében Woroniecki "ezután egészben független állási működésében nem meghagyható". 1848. december 27-én rokona, a szintén magyarok mellett harcoló Józef Woroniecki őrnaggyal először visszament Guyon táborába, ahonnan a december 16-i vesztes nagyszombati ütközetet követően Győrbe ment. Ezek után Józef Woroniecki alárendeltségében lengyel szabadcsapatot szervezett Máramarosszigeten, majd velük Erdélybe vonult. 1849. február 18-án Királynémetinél az Erdélybe betörő Karl von Urban császári tábornok megtámadta a Riczkó Károly honvéd ezredes irányította magyar erőket. A heves harcban elesett a magyar parancsnok, s a honvédek kénytelenek voltak meghátrálni. A csata színhelyére érkező Woroniecki katonáival fedezte a magyar egységek visszavonulását, így a megmaradt honvéderők sikeresen vissza tudtak vonulni az őket üldözni próbáló császári csapatok elől. Ezért a tettéért Kolozsvár térparancsnoka, Tóth Ágoston Rafael alezredes Woronieckit ideiglenesen a vesztes csatából kimenekült erők parancsnokává nevezte ki.
Józef Bem tábornok március 6-án a Szamosújváron szerveződő lengyel lovasosztály parancsnokává nevezte ki. Budavár bevétele után egy ideig a városban tartózkodott, majd visszatért Erdélybe. 1849 júniusának végén megindult az erdélyi magyar csapatok elleni nagy erejű osztrák-orosz támadás. A délen támadó Alekszandr Nyikolajevics Lüders vezette erők június 19-én, a Magnus Johann von Grotenhjelm tábornok vezette cári hadosztály június 21-én tört be Erdélybe, s megtámadta a Besztercét védő magyarokat. A város környékén állomásozó magyar csapatok parancsnoka, Dobay József alezredes két vesztes ütközet után feladta a várost és Désig vonult vissza. Források említik, hogy Woroniecki is részt vett a támadó oroszokkal vívott, Beszterce körüli összecsapásokban, s harc közben megsebesült a nyakán. Sebesülése után nem sokkal Bem tábornok alezredessé léptette elő a lengyel tisztet.

#### Elfogása és kivégzése

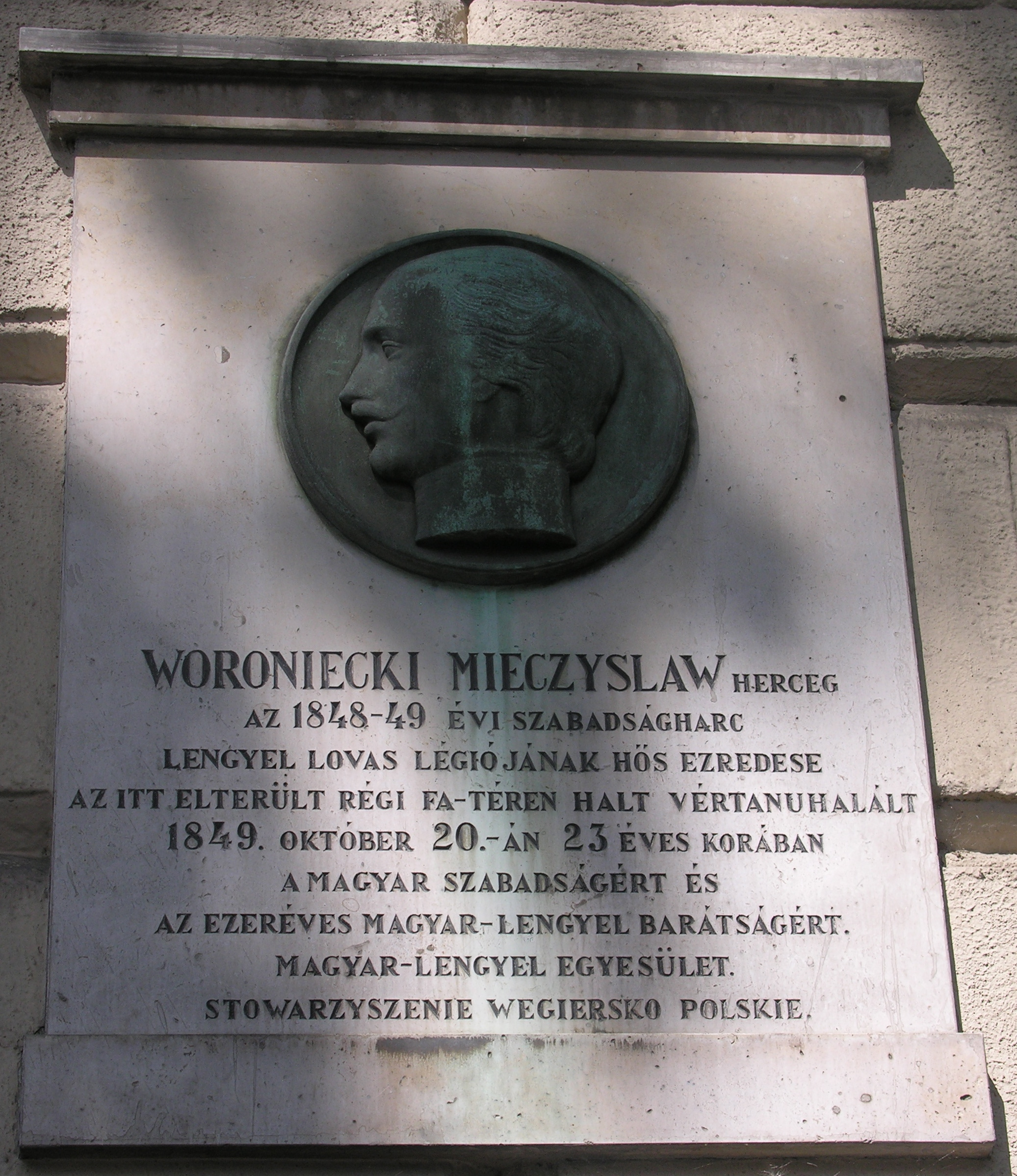
Mieczysław Woroniecki emléktáblája Budapest, V. kerületében, a Báthori utca 2. falán (Hajdu Endre alkotása)

Woroniecki 1849 júliusának végén Dessewffy Arisztid tábornok szárnysegéde lett, és Henryk Dembiński tábornok erői mellett harcolt. Az akkor Szegeden állomásozó magyarok a közeledő osztrák csapatok elől kivonultak a városból, s a leégett Szőreg töltései mögé vonultak vissza. Julius Jacob von Haynau táborszernagy csapatainak előőrsei augusztus 2-án vonultak be a városba, majd másnap ágyúkkal lőtték a magyar állásokat. Ezek mellett a táborszernagy Felix Jablonowski vezérőrnagyot két zászlóaljjal Szeged északi széléről kompokon és dereglyéken, majd a lerombolt híd helyreállítása után Benedek Lajos tábornokot mintegy három zászlóaljjal a vártól indította Újszeged ellen. Az osztrákok ágyúinak tüzét az Újszegednél álló Szijjártó Zsigmond főhadnagy négy lövege viszonozta, de az osztrák erőfölény hamarosan legyűrte a magyar lövegeket, majd az ezt követően meginduló osztrák gyalogság visszavetette a magyar védőket először a településtől délre és keletre levő hídfősáncokba, majd a szőregi töltés mögé. A magyar vezér, Dembiński habozott megtámadni az ekkor még védtelen seregtesteket, de az est beállta után egy lengyel és egy magyar zászlóalj a városból visszaszorított egységek támogatásával végül megrohamozta az osztrák csapatokat. A támadás vezetésében Woroniecki is részt vett, de az Újszeged visszafoglalását célul kitűző támadás a nagy túlerő miatt sikertelenül végződött.
A vereség ellenére Woronieckit vitézségéért és a harcban mutatott bátorságáért a katonai érdemjel III. osztályával tüntették ki. A két nappal későbbi szőregi csatában is részt vett, ahol a lovasság egyik parancsnokaként tevékenykedett. A csata utolsó szakaszában a szőregi sáncok előterében végzett magányosan felderítést, amikor 300-400 méterre tőle váratlanul császári ulánusok bukkantak fel. Woroniecki vissza akart vágtatni a magyar táborba, azonban makacskodó lova nem akart megfordulni, s így könnyedén elfogták a császári katonák. Az osztrák hatóságok a lengyel tiszt elfogásának akkora jelentőséget tulajdonítottak, hogy augusztus 8-án falragaszokkal tudatták azt a főváros lakóival.
 A szabadságharcot leverő osztrákok a győzelmet követően országszerte megkezdték a forradalom felelős vezetőinek a felelősségre vonását. Megkezdődött a megtorlás időszaka, emberek százait tartóztatták le, vették őrizetbe, és állítottak bíróság elé. Mieczysław Woroniecki hadbírósági kihallgatása augusztus 29-én kezdődött Aradon, majd később Pesten folytatódott. A hadbíróság mint ezredest és önálló csapatparancsnokot október 18-án halálra ítélte (a valóságban nincsen hiteles dokumentum, ami alátámasztaná ezredesi rangját és önálló egységet is csak az amnesztia alá esett időben – 1848 augusztusában és szeptemberében – vezetett). Az ítéletet kihirdetése után két nappal, 1849. október 20-án a lengyel Karol Gustaw d’Abancourt de Franqueville kapitánnyal és a német Peter Giron ezredessel együtt Pesten, az Újépület udvarán felakasztották.

## Magánélete
Több hivatalos forrás is azt mondja, hogy az alig huszonnégy évesen kivégzett lengyel tisztnek nem volt felesége. Ennek ellenére a jó vágású herceg rendkívüli népszerűségnek örvendett a hölgyek körében. Az erdélyi lengyel légió egyik szervezője, Władysław Rucki megemlíti, hogy Woroniecki Kolozsvárt egy tavaszi bálban hevesen udvarolt B. Klára grófnőnek, ki „szebb volt, mint a legékesebb tavasz”. Arról nem beszélt, hogy esetleg jegygyűrűt cseréltek volna. Ennek ellenére Degré Alajos azt állítja Woronieckiről szóló emlékezésében, hogy a várost nem sokkal később elhagyó katona elküldte komornyikját a menyasszonyához, egy grófi szépséghez, s kérte, legyen az ablaknál, „hogy utoljára láthassa, mert arra fogják vezetni. A grófné nem teljesítette a kívánságot.”
A Woroniecki nemesi család egyik Magyarországon élő leszármazottja, Kalmár Annamária azt állítja, hogy a családi legendárium szerint Woroniecki feleségül vett egy pesti tanítónőt, pár nappal az 1849 augusztusában megvívott szőregi csata előtt, ahol is fogságba esett. A két embert sietve adta össze a helyi pap. Ha így volt, akkor feltételezhető, hogy később azért tagadta le a házasság tényét az osztrák hatóságok elől Woroniecki, hogy házastársának ne essen bántódása.
A 19. század második felében kutató, a magyar szabadságharccal is foglalkozó lengyel történész, Stanisław Schnür-Pepłowski az 1899-ben megjelent Polacy i Węgrzy: opowieść dziejowa z lat 1848–1849 (Lengyelek és magyarok. Történeti elbeszélés 1848–1849-ből) című könyvében azt állítja, hogy Woroniecki kivégzése előtt a Karger nevű osztrák börtönőr lakásán feleségül vett egy Schweighofer nevű színésznőt. A történet szerinti Woroniecka asszonyra azonban szomorú öregkor várt. 1884-ben a városban való koldulásért őrizetbe vették, de a polgármester pártfogásának köszönhetően bekerült a Szent Erzsébet menhely lakói közé, s 1893-tól havi öt arany segélyt folyósítottak számára. Az itt felsorolt dolgokból nem lehet tudni, hogy mennyi a valóság, és mennyi az idők során hozzáköltött legenda, azonban Kovács István kutatásai során a Honvédsegélyezési Alap bizottságának iratanyagában talált egy beadványt, amiben Anna Amália Schweighoffer utalt férjére, s támogatásért folyamodott az alaphoz (a támogatást végül nem kapta meg, mert nem tudta hitelt érdemlően bebizonyítani, hogy hivatalosan megesküdött a honvéd alezredessel).

## Emlékezete
Holttestét később a Fiumei úti sírkertben temették el. A Lucks Rezső tervei alapján Jablonszky Vilmos kőfaragó által elkészített síremlékét közadakozásból 1877. november 2-án állították fel a temetőben. Emlékére a volt Mezőgazdasági Minisztérium épületének oldalán emléktáblát helyeztek el. Szintén szerepel a neve a szőregi csatában vérző lengyel légiónak és vezéreinek emlékére állított emléktáblán, Szegeden.
Emlékművek mellett alakja feltűnik néhány irodalmi műben is, többek közt Degré Alajos Fátyolos idők című írásában, ami a Varga Ottó szerkesztésében kiadott Aradi vértanúk albuma c. könyvben jelent meg 1892-ben. 1929-ben Palóczi Edgár megírta életrajzát a Magyar–Lengyel Könyvtár könyvsorozat első darabjaként. A könyvet a poznańi lengyel jubileumi kiállításon nagy díszoklevéllel tüntették ki. A sorozat később a Magyar Mickiewicz Társaság hivatalos kiadványa lett., 